# ミュージックポーター
ミュージックポーターは、NTTドコモの携帯電話端末製品のブランド名である。

## 概要
三菱電機が開発した携帯電話端末およびそのシリーズ名である。音楽 (music) を持ち運ぶもの (porter) という名称の通り、音楽再生機能を前面に押し出した製品群である。音楽再生機能を実装した携帯電話端末の先駆け的存在である。
NTTドコモはミュージックポーターシリーズをコンセプトモデルのひとつとして位置づけていた。

## 製品
- Music PORTER (mova D253iWM)
- Music Porter II (FOMA D701iWM)
- MUSIC PORTER X (FOMA D851iWM)